# Koningin Wilhelminakazerne

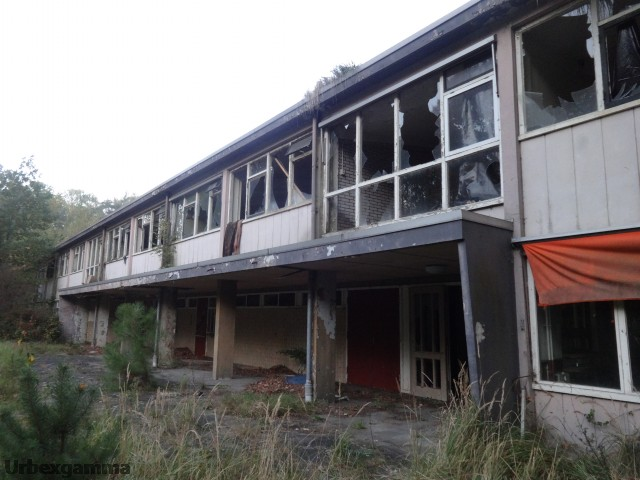
Koningin Wilhelmina Kazerne te Ossendrecht 15 Oktober 2017

De Koningin Wilhelminakazerne was een kazernecomplex te Ossendrecht. Het betrof een gestandaardiseerd complex waarvan er een zestal in Nederland werden gebouwd.

## Geschiedenis
De Koningin Wilhelminakazerne werd in 1952 opgericht als Legerplaats Ossendrecht. Deze was gelegen aan de Putseweg, enkele kilometers ten zuidoosten van Ossendrecht.
Het was een militair opleidingscentrum voor dienstplichtige militairen. Ongeveer een derde van de rekruten kwam in Ossendrecht terecht, vooral zij die bij de artillerie en de luchtdoelartillerie geplaatst werden. In de jaren 70 van de 20e eeuw kwam in Ossendrecht het Commando Herhalingsoefeningen waar reservisten, voormalig dienstplichtigen afkomstig van de pantserinfanteriebataljons van het 1e Legerkorps, werden omgeschoold voor de (zelfstandige) infanteriebataljons van de territoriale sector. Enkele jaren na de val van de muur kwam hieraan een einde en werd op de kazerne het Centrum Voor Vredesoperaties (CVV) ondergebracht, waar opleidingen voor internationale missies plaatsvonden. Hieraan kwam midden jaren 90 een einde. Toen de dienstplicht in 1996 werd opgeschort betekende dat ook het einde van de kazerne. Einde 1997 werd het een AMC voor asielzoekers. Einde 2003 kwam ook daar een einde aan. In 1993 werd vanuit deze kazerne eenmalig de jaarlijkse Tweededaagse Militaire Prestatie Tocht georganiseerd.
Een klein deel van de gebouwen werd sindsdien in gebruik genomen als politie-opleidingscentrum, inclusief schietbaan. De rest kwam leeg te staan en raakte in verval. Slechts voor het officiershotel werd nog een bestemming gevonden, en wel een opvangcentrum voor ex-verslaafden. In 2009 werden de leegstaande gebouwen gekraakt. De politie was dankzij de nabijheid van het opleidingscentrum snel ter plaatse en na een week vertrokken de krakers weer, waarna het complex, of wat daar nog van over was, beter werd bewaakt. Dit betekende wél, dat de natuur weer bezit nam van het steeds verder vervallende terrein.
De Wilhelminakazerne wordt naar verluidt de locatie voor het Korps Commando Troepen (KCT) voor schietinstructie.

## Museum
Het Katholiek Militair Tehuis (KMT) voor de dienstplichtigen, aan Putseweg 60, werd in 2004 aangekocht door Jan en Janneke de Jonge, die er hun collectie voorwerpen uit de Tweede Wereldoorlog in hebben ondergebracht. Dit particuliere Oorlogsmuseum Ossendrecht kan op afspraak worden bezocht.